# Цвикловцы Вторые
Цвикловцы Вторые (укр. Цвіклівці Другі) — село в Каменец-Подольском районе Хмельницкой области Украины.
Население по переписи 2001 года составляло 12 человек. Почтовый индекс — 32372. Телефонный код — 3849.
Село расположено в границах национального парка Подольские Товтры.

## История
4 марта 1987 года исполком Хмельницкого областного совета народных депутатов принял решение часть села Цвикловцы, расположенную на левом берегу реки Смотрич, именовать как село Цвикловцы Вторые и подчинил его Устьинскому сельскому совету, а часть села на противоположном берегу назвал Цвикловцы Первые и оставил в подчинении Рудского сельского совета. 

## Местный совет
32372, Хмельницкая обл., Каменец-Подольский р-н, с. Устье